# Per-Jönsatjärnen
Per-Jönsatjärnen är en sjö i Strömsunds kommun i Jämtland och ingår i Ångermanälvens huvudavrinningsområde. Sjön har en area på 0,063 kvadratkilometer och ligger 286,2 meter över havet.

## Delavrinningsområde
Per-Jönsatjärnen ingår i det delavrinningsområde (709418-150128) som SMHI kallar för Ovan Gåxsjöbäcken. Medelhöjden är 341 meter över havet och ytan är 44,1 kvadratkilometer. Räknas de 7 avrinningsområdena uppströms in blir den ackumulerade arean 151,42 kvadratkilometer. Järilån som avvattnar avrinningsområdet har biflödesordning 4, vilket innebär att vattnet flödar genom totalt 4 vattendrag innan det når havet efter 226 kilometer. Avrinningsområdet består mestadels av skog (79 procent) och sankmarker (16 procent). Avrinningsområdet har 0,22 kvadratkilometer vattenytor vilket ger det en sjöprocent på 0,5 procent.